# ATP Challenger Montabaur
Der ATP Open Montabaur (offiziell: Montabaur Open) war ein Tennisturnier, das von 1987 bis 1989 jährlich in Montabaur, Rheinland-Pfalz, stattfand. Es gehörte zur ATP Challenger Tour und wurde im Freien auf Sand gespielt.

## Liste der Sieger

### Einzel
| Jahr | Sieger        | Finalgegner   | Ergebnis      |
| ---- | ------------- | ------------- | ------------- |
| 1989 | Sascha Nensel | Jens Wöhrmann | 6:3, 6:2      |
| 1988 | Markus Rackl  | Bruno Orešar  | 6:3, 4:6, 7:5 |
| 1987 | Niclas Kroon  | Wolfgang Popp | 6:1, 6:3      |

### Doppel
| Jahr | Sieger                                | Finalgegner                 | Ergebnis |
| ---- | ------------------------------------- | --------------------------- | -------- |
| 1989 | Nicholas Fulwood Harald Rittersbacher | Karsten Braasch Dirk Leppen | 7:5, 6:3 |
| 1988 | João Cunha e Silva Wojciech Kowalski  | Wolfgang Popp Udo Riglewski | 6:2, 7:6 |
| 1987 | Axel Hornung Christian Saceanu        | Jorge Lozano Agustín Moreno | 6:3, 6:4 |